# Квазициклическая группа

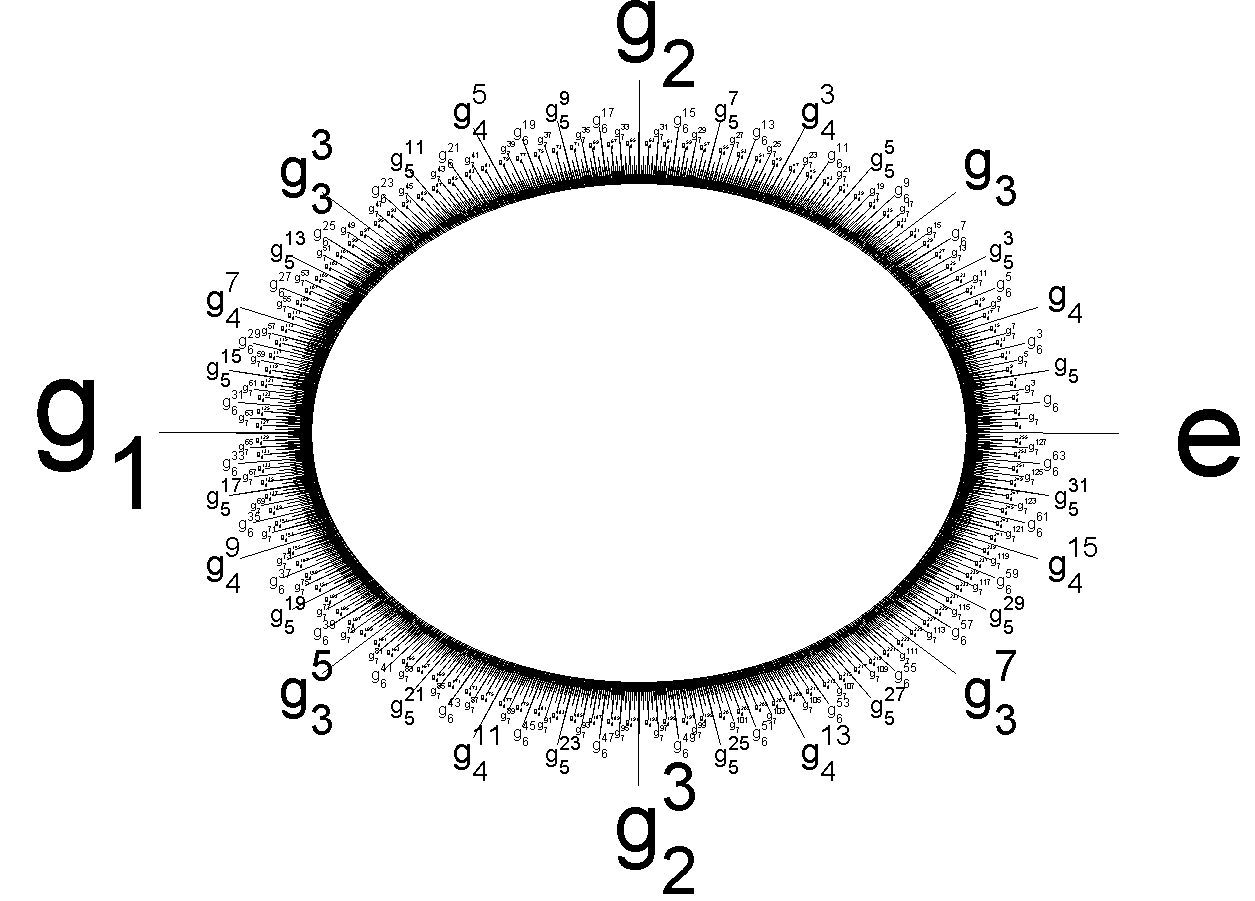
Квазициклическая 2-группа

Квазициклическая p-группа, для фиксированного простого числа p — это единственная p-группа, в которой из любого элемента можно извлечь ровно p корней p-й степени. 
Обычно обозначается как Z(p∞)
Квазициклическую p-группу также её называют p-группой Прюфера, в честь немецкого математика Хайнца Прюфера.

## Свойства
Квазициклическая p-группа может быть представлена как подгруппа U(1), состоящая из комплексных корней из единицы степени pn, где n пробегает все натуральные числа:
{\displaystyle \mathbb {Z} (p^{\infty })=\{\exp(2\pi im/p^{n})\mid m\in \mathbb {N} ,\,n\in \mathbb {N} \}.\;}
Эквивалентным образом, квазициклическую p-группу можно рассматривать как подгруппу Q/Z, состоящую из элементов, порядок которых является степенью p:
{\displaystyle \mathbb {Z} (p^{\infty })=\mathbb {Z} [1/p]/\mathbb {Z} .}
Также p-группа Прюфера может быть задана образующими и соотношениями:
{\displaystyle \mathbb {Z} (p^{\infty })=\langle \,g_{1},g_{2},g_{3},\ldots \mid g_{1}^{p}=1,g_{2}^{p}=g_{1},g_{3}^{p}=g_{2},\dots \,\rangle .}
Квазициклическая p-группа — это единственная бесконечная p-группа, являющаяся локально циклической (то есть такой, что любое конечное подмножество её элементов порождает циклическую группу). Нетрудно видеть, что все собственные подгруппы квазициклической группы являются циклическими.
Квазициклическая группа является делимой.
В теории локально компактных топологических групп квазициклическая p-группа, снабжённая дискретной топологией, является двойственной по Понтрягину к компактной группе целых p-адических чисел.
Квазициклические p-группы, для всевозможных простых p — это единственные бесконечные группы, такие что множество их подгрупп линейно упорядочено по вложению:
{\displaystyle 0\subset \mathbf {Z} /p\subset \mathbf {Z} /p^{2}\subset \mathbf {Z} /p^{3}\subset \cdots \subset \mathbf {Z} (p^{\infty }).}
На этой цепочке включений p-группа Прюфера представлена как прямой предел своих конечных подгрупп.
Как {\displaystyle \mathbb {Z} }-модуль, p-группа Прюфера является артиновой, но не является нётеровой (аналогично, она является артиновой, но не нётеровой группой). В таком качестве она является контрпримером к возможному утверждению о том, что любой артинов модуль нётеров.